# Let Your Light Shine
Let Your Light Shine is het derde muziekalbum van de Noorse band Ruphus. Het is opgenomen in de Rosenborg Studios in Oslo. Onder invloed van de producer Terje Rypdal verschuift de muziek meer naar de jazzrock. Het album is in Noorwegen uitgebracht door Polydor Noorwegen; in Duitsland via Brain Metronome. In de rest van de wereld werd het album niet uitgebracht. Het album was in 1976 al moeilijk verkrijgbaar; rond 2002 was er een release op compact disc; het merk was onbekend, het zag eruit als een illegale cd maar was dat vermoedelijk niet. Aspaas is weer terug als zangeres, als zong ze geen teksten, alleen vocalise (zang zonder tekst).

## Musici
- Gudny Aspaas - zang
- Kjell Larsen – gitaar
- Håkon Graf – toetsinstrumenten
- Thor Bendiksen – drumstel
- Asle Nilsen – basgitaar en dwarsfluit
- Terje Rypdal – synthesizer (ARP) op (2) en (5) (Rypdal is oorspronkelijk gitarist)

Geluidstechnicus was ex-lid Hans Petter Danielsen, die hun werk zou begeleiden maar ook wel andere bands/zanger produceerde.

## Muziek
| Nr. | Titel                               | Duur |
| --- | ----------------------------------- | ---- |
| 1.  | Sha ba wah (Graf)                   | 7:21 |
| 2.  | Nordlys (Nilsen, Graf)              | 1:45 |
| 3.  | Corner (Graf)                       | 4:21 |
| 4.  | Second corner (Graf)                | 6:35 |
| 5.  | Let your light shine (Graf, Tylden) | 8:17 |
| 6.  | Grasse (Larsen)                     | 1:51 |
| 7.  | Brain Boogie (Graf)                 | 9:54 |

Ook in 2019 kwam er een compact disc op de markt, nu vanuit Karisma Records. Menno von Brucken Fock constateerde toen dat de muziek een mengeling is van instrumentale nummers/fragmenten van symfonische rock, Canterbury-scene met voorbeelden van de bands Focus, Kraan, Camel en National Health. Hij gaf aan dat Nederland deze band alsnog de belangstelling moest tonen die de band bij de oorspronkelijke release moest ontberen.